# 十字架峠
十字架峠 (ロシア語: Крестовый перевал、グルジア語: ჯვრის უღელტეხილი、オセット語: Бæрзæфцæг) はウラジカフカスとトビリシを結ぶグルジア軍道が大コーカサス山脈を超える場所にある標高2379mの峠である。テレク川水系とアラグヴィ川水系の境界である。峠の西側にはケリ火山台地がある。. 

## 歴史

建設中のトンネルの地図（緑色の点線）

十字架峠の名前は1824年に峠に十字架の標石が置かれたときに名付けられた。アレクサンドル・プーシキン、アレクサンドル・グリボエードフ、ミハイル・レールモントフがこの十字架を見ている。以前の名前は現在スキーリゾートとして知られるグダウリ(グルジア語: გუდაური)にちなむグダウリ峠であった。
1837年にグダマカール峡谷、グドゥスハウル峡谷、クヴェナト峠を通る道を作ってこの峠を迂回することが計画されたが、10年後の1847年に調査の結果元のルートに戻すことが決定された。
2024年、峠の下に自動車用トンネルが開通する予定である。

## 地形図
- Лист карты K-38-53 пер. Крестовый. Масштаб: 1 : 100 000. Состояние местности на 1987 год. Издание 1989 г.
- Лист карты K-38-XV пер. Крестовый. Масштаб: 1 : 200 000. Состояние местности на 1978 год. Издание 1980 г.